# Stefano Magno
Stefano Magno (1499 circa – 14 ottobre 1572) è stato uno storico italiano della Repubblica di Venezia.

## Biografia

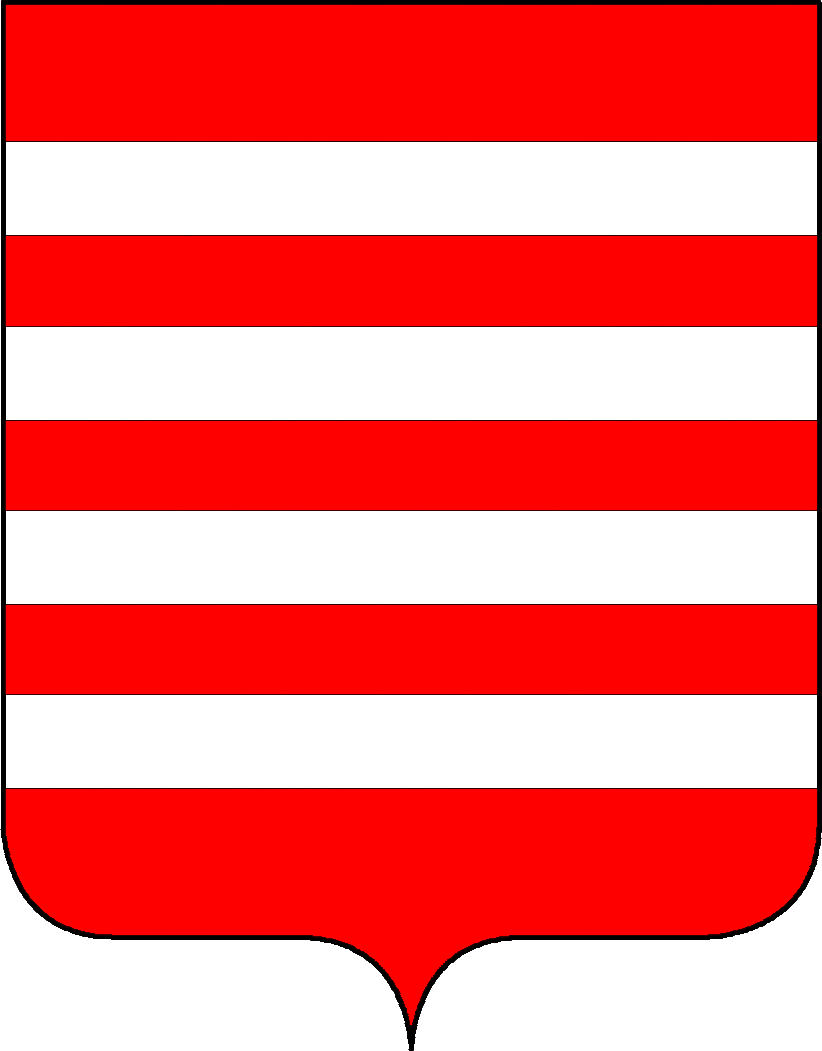
Stemma della famiglia Magno.

Secondo Kenneth Setton, Stefano Magno nacque intorno al 1499 (suo padre si chiamava Andrea) e morì il 14 ottobre 1572. Secondo Marios Philippides nacque nel 1490 e morì nel 1557. Fu membro della famiglia nobile veneziana dei Magno.

## Opere

### Cronaca Magno
La paternità del manoscritto spesso denominato Cronaca Magno è attribuita a Stefano Magno. Quest'opera è basata sull'opera di Enea Silvio (Papa Pio II). Stefano Magno cita spesso i dispacci di Bartolomeo Minio nella sua cronaca.

### Annali Veneti e del Mondo
La sua opera Annali Veneti e del Mondo è un manoscritto in cinque volumi archiviato nella biblioteca del Museo Correr. Questo manoscritto è descritto come "una delle più importanti fonti letterarie dell'ultimo ventennio del Quattrocento", fornendo una "straordinaria copertura" di eventi di quasi tutta Europa e del Levante. Copre anche la fase dell'islamizzazione degli albanesi e presenta informazioni sulla conquista musulmana della roccaforte di Scanderbeg, Krujë.
Lo storico e ricercatore greco del XIX secolo Konstandìnos Sàthas pubblicò estratti della cronaca veneziana di Stefano Magno legati alla storia della Grecia (Μνημεία Ελληνικής Ιστορίας [Monumenti di storia greca]), che Kenneth Setton considera trascritti con noncuranza.
Il primo volume dei suoi Annali Veneti e del Mondo descrive le origini delle famiglie nobili veneziane e presenta l'elenco in ordine alfabetico con le date della loro ammissione al Maggior Consiglio di Venezia, con i loro stemmi presentati a colori. Il quarto volume descrive il periodo dal 1478 al 1481, e contiene una descrizione dell'assedio di Krujë nel 1478.